# Ehartov potok
Éhartov pôtok je levi pritok Drave iz srednjega dela Kozjaka. Začenja se v gozdu pod glavnim slemenom srednjega Kozjaka, po katerem poteka slovensko-avstrijska meja, in teče proti jugozahodu in jugu vse do izliva v Dravo tik pod naseljem Vas. V zgornjem delu porečja dobiva več krajših pritokov iz bližnjih grap, med katerimi je največji desni pritok Radelca, v spodnjem delu se vanj stekajo le manjši potoki iz kratkih in strmih grap.
Celotno porečje je v metamorfnih kamninah, predvsem v filitih in filitoidnih skrilavcih, v katerih prevladujejo razmeroma strma pobočja, večinoma poraščena z gozdom. V vršnih delih slemen in na manj strmih pobočjih so samotne kmetije.
Struga potoka je v celoti v naravnem stanju, manjši posegi so bili narejeni predvsem zaradi zaščite lokalne ceste Vas–Remšnik. V njej se menjavajo odseki v pretežno prodnatih rečnih nanosih in odseki v živoskalni podlagi. Na izstopu iz hribovja se je potok tik pred izlivom globoko zarezal v dravsko prodno teraso. Naplavnega sveta je v dnu doline malo, naplavna ravnica se pojavlja le mestoma, nekoliko širša je le v spodnjem toku nad vasjo. Na njej so večinoma travniki, stanovanjskih hiš in drugih objektov je na njej zaradi nevarnosti hudourniških poplav malo in še te so bolj ali manj odmaknjene od hudournika.
Ehartov potok je izrazit hudournik in ob nalivih povzroča škodo zaradi erozije in nasipanja. Močna lokalna neurja avgusta 2014 so naredila precej škode tudi v tej dolini, saj je potok na več mestih močno spodjedal brežine in drugod nanesel velike množine plavja, na več krajih je poškodoval lokalno cesto, hudourniške vode so ogrožale tudi nekaj stanovanjskih hiš.
Na potoku je v preteklosti delovalo več žag in mlinov, ki so sčasoma druga za drugo prenehali obratovati. Snežičeva žaga (tudi Andrejeva žaga) in mlin ter Tišlerjev mlin so zavarovani kot kulturna dediščina lokalnega pomena. Po dolini je speljana lokalna cesta Vas–Remšnik.
Na stari avstrijski vojaški karti iz 18. stoletja se potok imenuje Stok Bach, na sedanjih kartah pa ni povsem jasno, kateri del potoka se imenuje Ehartov potok. Na državni topografski karti v merilu 1:25.000 se povirni del potoka imenuje najprej Mivčev potok in nato Vaški potok, po sotočju z desnim pritokom Radelca pa dobi ime Ehartov potok. Na TTN5 se zgornji del potoka imenuje Mivčev potok vse do sotočja z Radelco (na tej karti je zapisano ime Herkov graben) in nato naprej Ehartov potok do izliva v Dravo. Na Geopediji je zgornji del potoka imenovan Mivčev potok, od sotočja z Radelco naprej pa Ehartov potok, enako tudi v Velikem atlasu Slovenije..